# Пирген
Пирген (њем. Pürgen) општина је у њемачкој савезној држави Баварска. Једно је од 31 општинског средишта округа Ландсберг ам Лех. Према процјени из 2010. у општини је живјело 3.245 становника. Посједује регионалну шифру (AGS) 9181141.

## Географски и демографски подаци
Пирген се налази у савезној држави Баварска у округу Ландсберг ам Лех. Општина се налази на надморској висини од 648 метара. Површина општине износи 22,0 km². У самом мјесту је, према процјени из 2010. године, живјело 3.245 становника. Просјечна густина становништва износи 148 становника/km².